# Hot rod

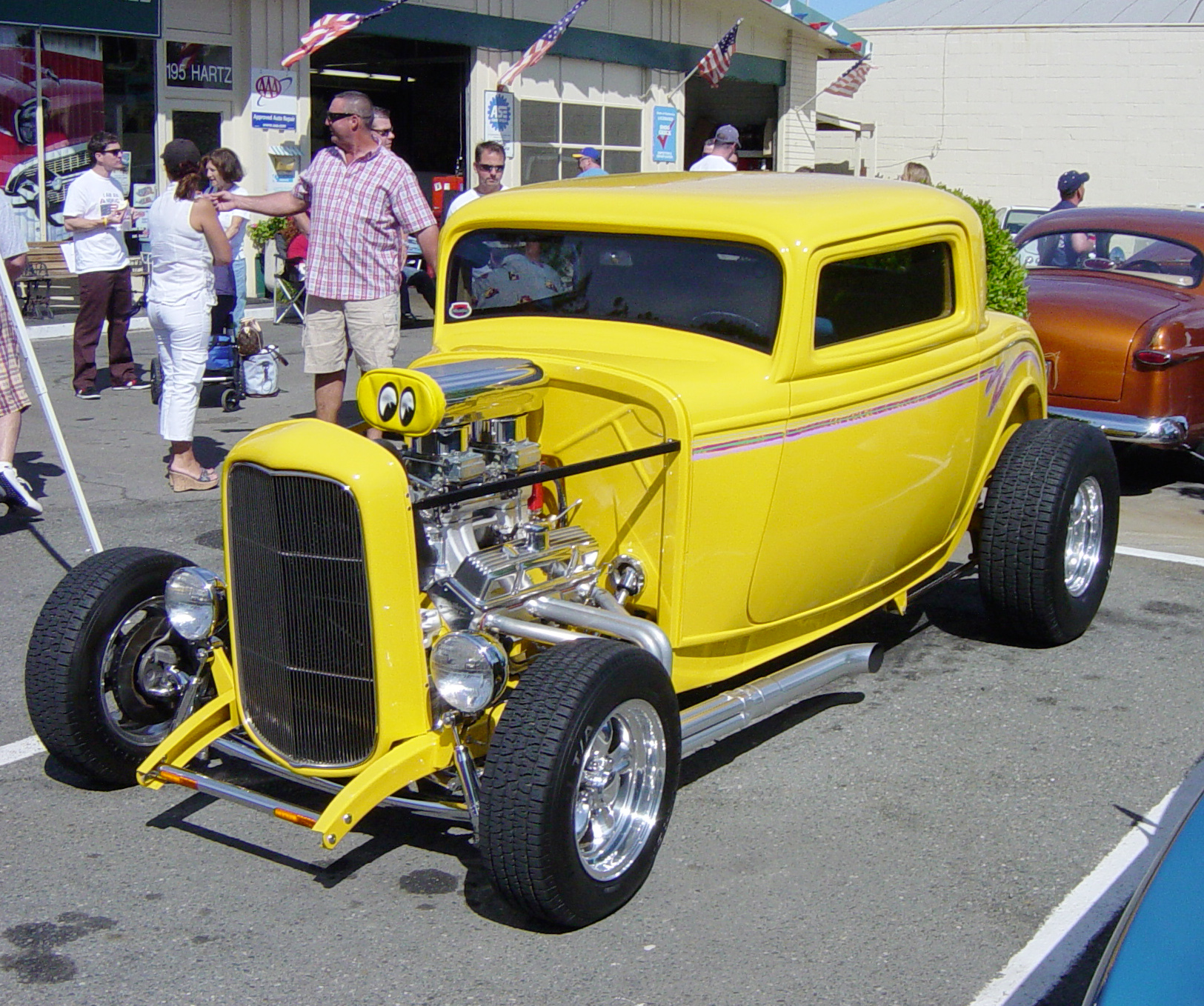
Hot rod coupé z przyciętym dachem

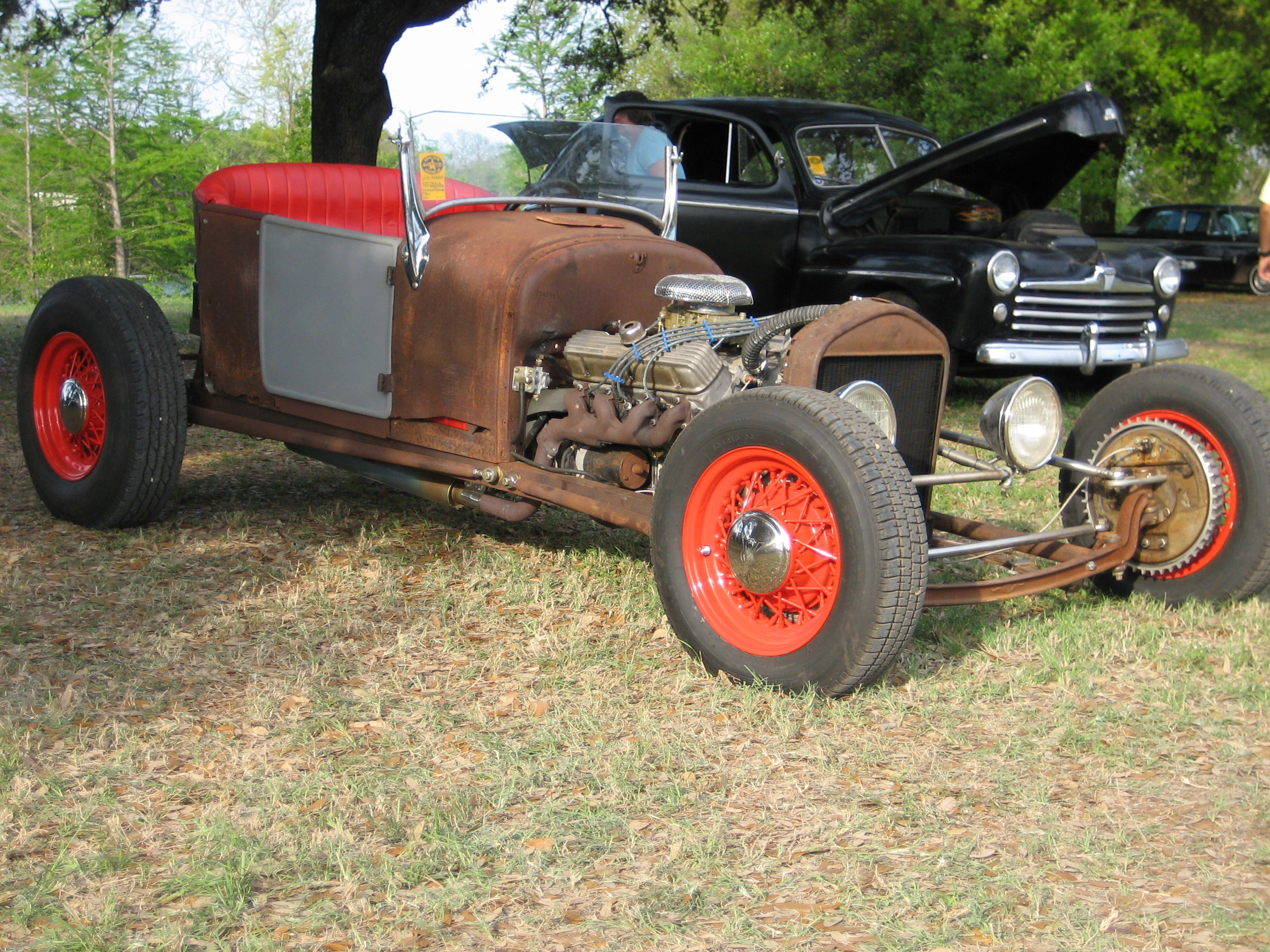
Rat rod

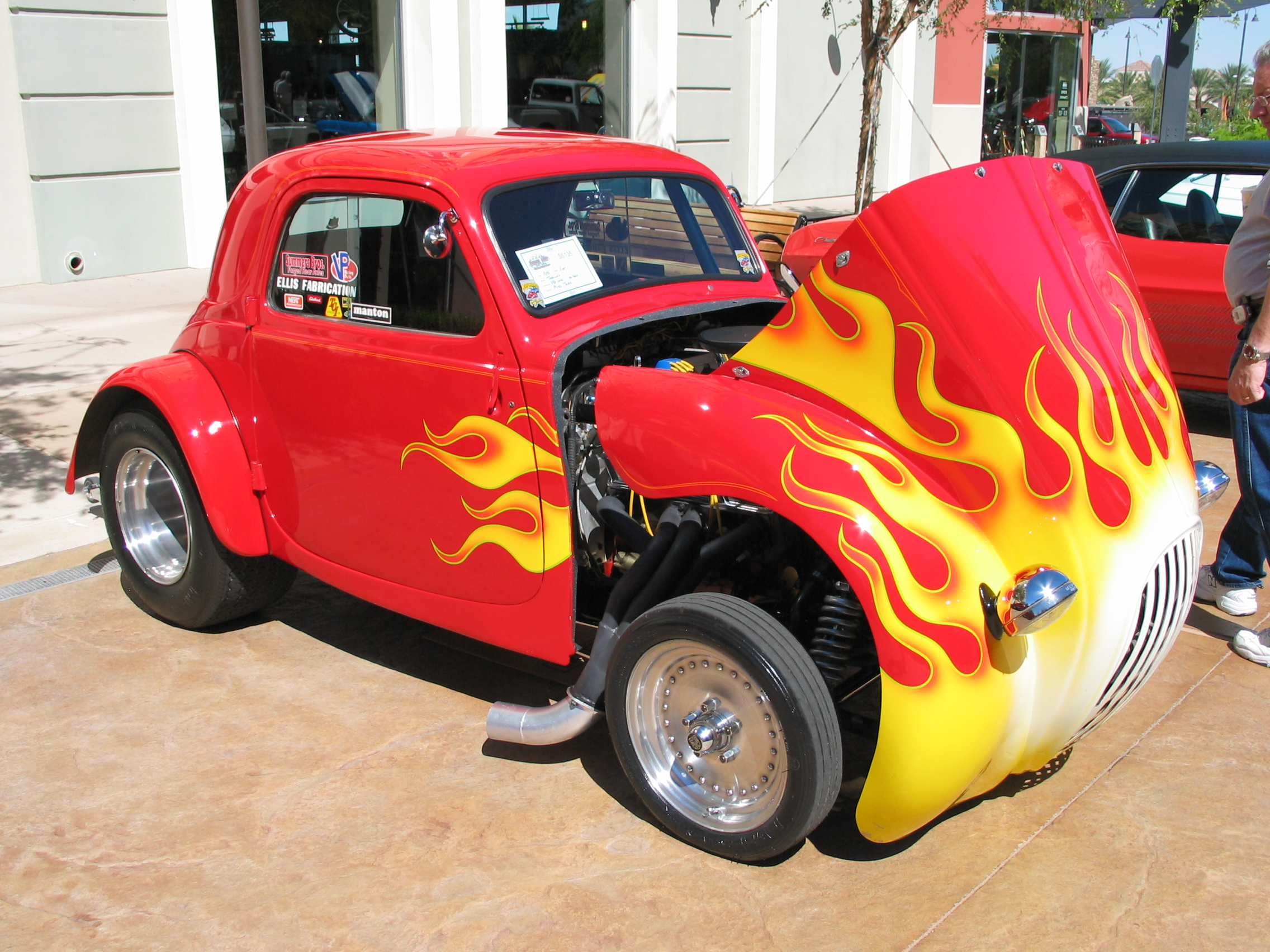
Hot rod Fiat Topolino

Hot rod – nazywane (tradycyjnie) samochody nawiązujące stylem do Forda T i Forda A (jako że są to pierwsze modele, których niektóre części zostały wyprodukowane przy użyciu stali wanadowej) i dodatkowo zmodyfikowane w celu podniesienia osiągów.

## Charakterystyka
Hot Rody są samochodami robionymi na zamówienie bądź budowanymi ręcznie przez swoich właścicieli (z angielskiego "custom built") Początkowo termin określał praktykę zakładającą przerobienie starego samochodu, najczęściej Forda, w celu redukcji wagi (zazwyczaj przez usunięcie dachu, maski, zderzaków, przedniej szyby i błotników), obniżenia zawieszenia, zmiany bądź tuningu silnika prowadzącego do zwiększenia mocy, montażu większego ogumienia dla zwiększenia przyczepności i wreszcie zmiany malowania na bardziej wyróżniające się kolory. Termin ten może pochodzić od zwrotu "hot roadster" używanego w latach 50. i 60. jako uwłaczające określenie samochodu który nie pasuje do głównego nurtu.
Budowa hot roda wymaga wysokich umiejętności w mechanice, spawaniu a także blacharstwie i lakiernictwie.
Dzisiaj ludzie posiadający hot rody utrzymują je w nienagannym stanie i starają się, aby były jak najbardziej zauważalne. Auta budowane według oryginalnej idei promującej tani i szybki samochód o niewyszukanym wzornictwie nazywa się "rat rodami". Istnieje wiele kontrowersji wokół nieodwracalnej modyfikacji samochodów niejednokrotnie bardzo rzadkich, będących zabytkami motoryzacji. Jest to zaprzeczenie tradycjonalnego hot roddingu zakładającego ocalenie i reprodukcje zniszczonych i bezużytecznych części.
Hot rody są częścią amerykańskiej subkultury. Istnieją setki pism i programów telewizyjnych których głównych tematem jest hot rodding. W polskiej edycji kanału Discovery Channel emitowany jest program "Amerykański Hot-Rod" który jest odzwierciedleniem omawianego nurtu.

## Historia

### Era hot rodów
Era hot rodów rozciąga się od roku 1945 do początków ery muscle cara (około 1965) osiągając swój szczyt w połowie lat 50. Podczas tego okresu samochody na których dokonywano przeróbek (wyprodukowane przed 1942, przez hot roaderów nazywane "vintage tin") były łatwo dostępne i relatywnie tanie. Wiele z nich miało "zdrowe" nadwozia i ramy a zostały zezłomowane tylko z przyczyn czysto mechanicznych, ponieważ układ jezdny (silnik, skrzynia biegów itd.) pierwszych samochodów były mało trwałe. Typowy hot rod był bardzo zmodyfikowany, najczęściej poprzez wymianę całego układu napędowego, a także innych komponentów włączając w to układ hamulcowy i układ sterowania. Pewne silniki takie jak dolnozaworowy, ośmiocylindrowy Ford V8 a także Small Block Chevrolet V8 były popularnymi zamiennikami w związku z ich kompaktowymi rozmiarami, dostępnością i oczywiście mocą. Wczesny Hemi był popularny w samochodach wymagających więcej mocy, przykładowo biorący udział w wyścigach dragsterów.
Era klasycznego hot roda zakończyła się około 1965 r. częściowo poprzez wyczerpanie się zasobów starych samochodów, ale w większości w związku z pojawieniem się nowych, szybszych aut które nie wymagały prawie żadnych przeróbek.

### Dzisiejsze hot rody
Kultura hot rodowa jest wciąż żywa na całym świecie, szczególnie w Stanach Zjednoczonych i Szwecji. Społeczeństwo hot rodowe rozdzieliło się na dwie główne grupy – hot rodderzy i street rodderzy. Hot rodderzy budują swoje samochody przy użyciu oryginalnych, starych części i podążają stylem popularnym od lat 40. do 60. Street rodderzy budują auta przy użyciu głównie nowych części.
W świecie hot rodów istnieje wiele sław takich jak Boyd Coddington który wyprowadził hot rodding na zupełnie nowy poziom. Jeden z jego samochodów ukazał się w teledysku "Gimme All Your Lovin'" nagranym przez znany rockowy zespół ZZ Top. Boyd Coddington jest założycielem warsztatu, który możemy oglądać w telewizji Discovery Channel w programie "Amerykański Hot Rod".